# Голям Хинган
Голям Хинган (на китайски: 大興安嶺; на пинин: Dàxīng'ānlǐng; на монголски: Их Хянган) е планина в Северен Китай, автономен регион Вътрешна Монголия и Източна Монголия. Представлява планинска верига, ориентирана от юг-югозапад на север-североизток, с дължина около 1200 km и ширина до 400 km. Преобладаващите височини са 800 – 1200 m, а най-висока точка е връх Хуанганшан (2034 m), издигащ се в най-южната ѝ част. Върховете са предимно плоски и заоблени, западният склон е къс и полегат, а източния – дълъг, по-стръмен и разчленен на многочислени ридове, спускащи се на югоизток и изток. Планината е изградена предимно от гранити, липарити и андезити. В северните ѝ части е развита вечната замръзналост на почвата и свързаната с нея заблатеност. От западните склонове на Голям Хинган водят началото си река Хайлар (горното течение на река Аргун, дясна съставяща на Амур) и нейните десни притоци Генхъ, Нюерхъ и др. На изток тече река Нундзян (ляв приток на Сунгари, десен приток на Амур) и нейните десни притоци – Чал, Ялухъ, Холунхъ, Номинхъ, Ганхъ и др. От най-южните и най-високи части на планината извира река Ляохъ под името Шара Мурен (Силяохъ), а от най-северните – река Амуерхъ (десен приток на Амур). Почти цялата северна половина на Голям Хинган е покрита със светла иглолистна тайга, съставена предимно от даурска лиственица, а на юг последователно продължават смесени (иглолистни и широколистни) гори, лесостепи и степи. По долините на реките далеч на север са разпространени остепнени ливади и пасища. Условно по билото на планината преминава участък от границата между мусонна Източна и аридна Централна Азия.
1. ↑  ((ru)) «Большая Советская Энциклопедия» – Большай Хинган, т. 3, стр. 547